# Numquam retrorsum
 Numquam retrorsum!  лат. (изговор:  нумквам ретрорсум). Никад назад! (Цицерон)

## Поријекло изреке
Изрекао римски државник и бесједник Цицерон (први вијек п. н. е.).

## Тумачење
Изрека каже јасну поруку да нема одступања нити повлачења.

## У актуелном времену
Мото једне од најстасријих јединица канадске војске јесте:
„ Numquam retrorsum! “ - „Никад назад!“

## Шире значење
У свему што си почео не смије бити повлачења. Мора се ићи само напријед.